# Markus Bollmann

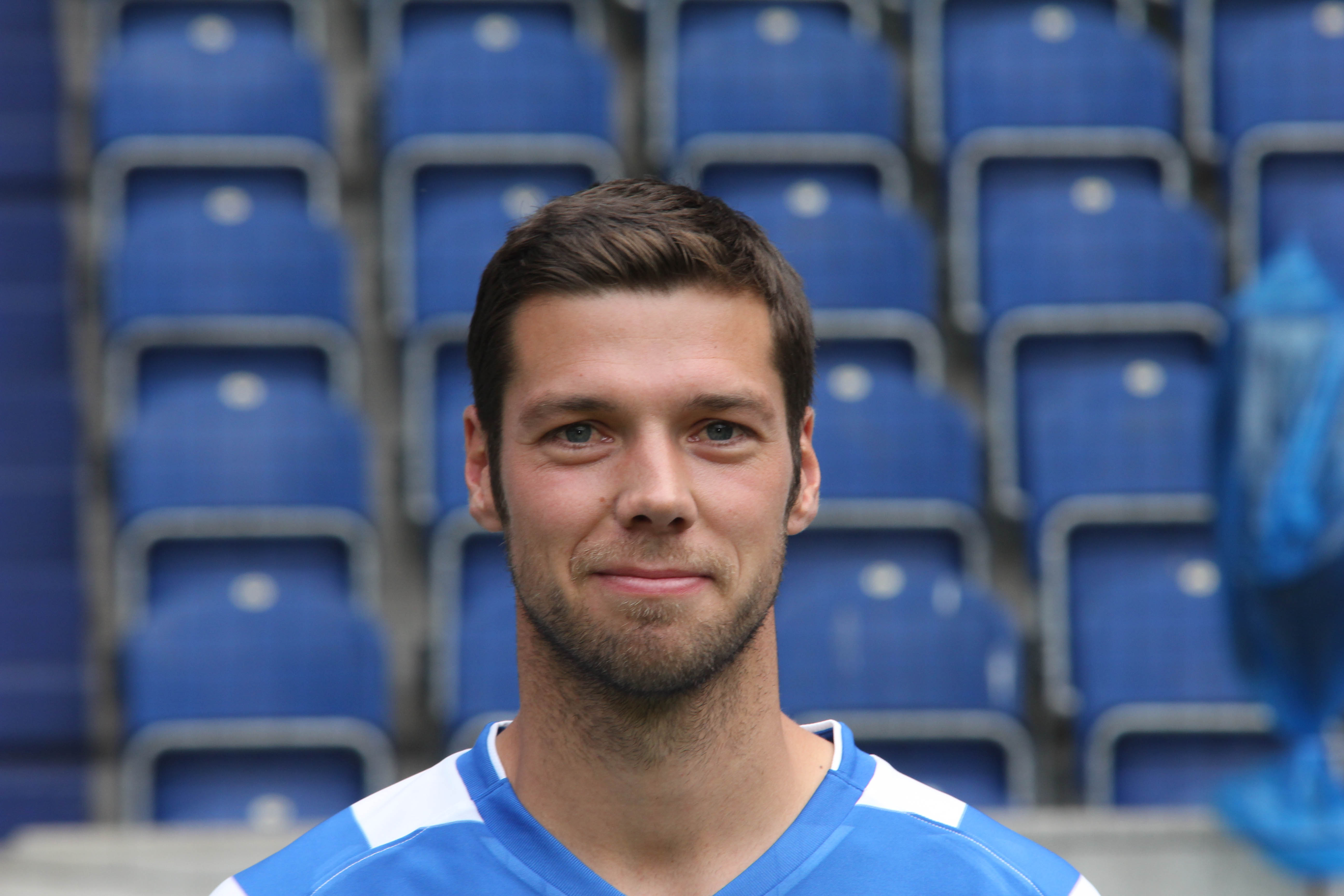
Markus Bollmann

Markus Bollmann (Beckum, 6 januari 1981) is een Duitse voetballer die bij voorkeur als verdediger speelt. Hij verruilde in juli 2014 MSV Duisburg voor SC Wiedenbrück 2000.

## Carrière
- Hammer SpVgg (jeugd)
- SpVgg Beckum (jeugd)
- 2000-2006: SC Paderborn 07
- 2006-2011: Arminia Bielefeld
- 2011-2014: MSV Duisburg
- 2014 - : SC Wiedenbrück 2000